# Barbara Ayrton-Gould

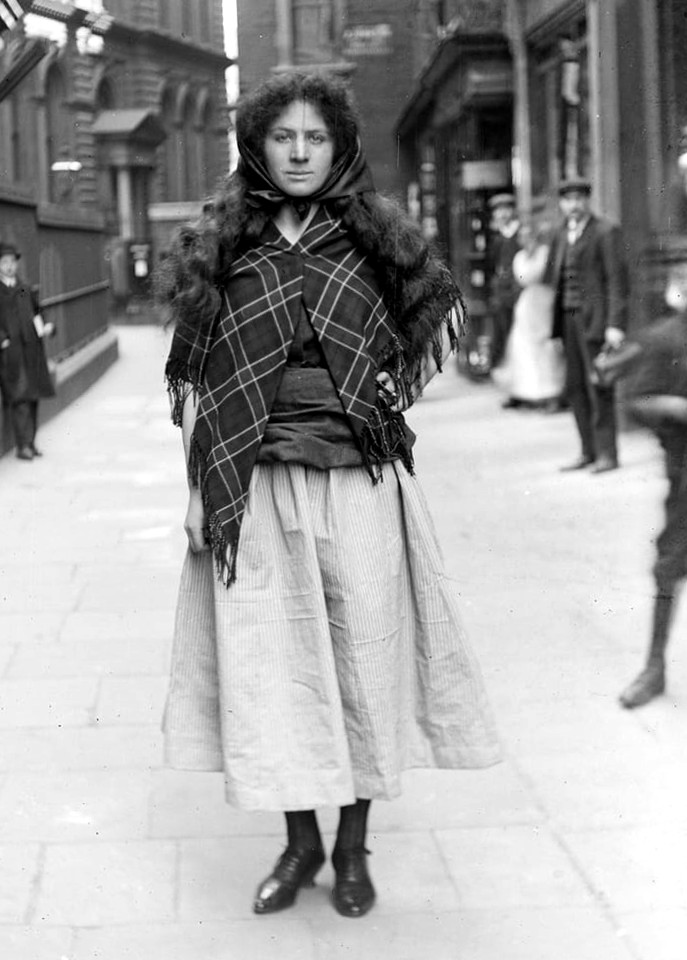
Barbara Ayrton-Gould, als Fischermädchen verkleidet, Grace Darling darstellend, zur Werbung für die WSPU Women’s Exhibition, Mai 1909

Barbara Bodichon Ayrton-Gould, geborene Ayrton (* 3. April 1886 in Kensington, London; † 14. Oktober 1950 in London) war eine englisch-britische Suffragette und Politikerin der Labour Party. Sie war von 1945 bis 1950 Abgeordnete des Wahlkreises Hendon North.

## Leben
Ayrton-Gould wurde als Tochter der bekannten Elektroingenieure und Erfinder Hertha Marks Ayrton und William Edward Ayrton geboren. Sie besuchte die Notting Hill High School und studierte Chemie und Physik am University College London. Sie heiratete den Schriftsteller Gerald Gould (1885–1936); der Künstler und Schriftsteller Michael Ayrton (1921–1975) war ihr Sohn. Bis 1930 arbeitete Gould als Publicity-Managerin des Daily Herald.
1906 wurde sie Mitglied der Women’s Social and Political Union (WSPU) und gab ihre wissenschaftlichen Forschungen auf, um bis 1909 hauptberuflich als Organisatorin für die WSPU tätig zu sein. Ayrton-Gould war neben Barbara Wylie und Irene Dallas eine der Frauen, die aus London zur Nachwahl in Derbyshire im Juli 1909 entsandt wurden.
Sie schrieb die Pro-Frauenrechte-Broschüre The Democratic Plea für die Men’s Political Union for Women's Enfranchisement.
Im März 1912 beteiligte sich Ayrton-Gould am Einschlagen von Schaufenstern im Londoner West End, um für das Frauenwahlrecht zu protestieren, wofür sie eine Haftstrafe verbüßte. Nach ihrer Entlassung im Jahr 1913 ging sie als Schulmädchen verkleidet nach Frankreich, um nicht erneut verhaftet zu werden.
1914 verließ Ayrton-Gould die WSPU aus Frustration über die autokratischen Tendenzen ihrer Führerinnen und die anhaltende Abwesenheit von Christabel Pankhurst. Am 6. Februar 1914 gründeten sie, ihr Ehemann und Evelyn Jane Sharp die United Suffragists, die sich dadurch auszeichneten, dass sie sowohl männliche als auch weibliche Mitglieder aufnahmen. Die United Suffragists beendeten ihre Kampagne, als 1918 mit dem Representation of the People Act 1918 ein begrenztes Wahlrecht für Frauen im Vereinigten Königreich eingeführt wurde.
Ab 1922 unternahm sie vier erfolglose Versuche, als Abgeordnete der Labour Party ins Parlament gewählt zu werden. Bei den Parlamentswahlen von 1929 verpasste sie den Sieg in Northwich nur um vier Stimmen. Ayrton-Gould wurde 1929 Mitglied des Nationalen Exekutivkomitees der Labour Party und war 1938 Vice-Chair und von 1939 bis 1940 Chair of the Labour Party. Beim fünften Versuch wurde Ayrton-Gould beim erdrutschartigen Wahlsieg der Labour Party 1945 zum Mitglied des Parlaments für den neu geschaffenen Wahlkreis Hendon North gewählt. Der Vorgängerwahlkreis Hendon hatte seit 1935 erheblich an Bevölkerung (und zum Teil auch an Haushalten) zugenommen und wurde nun zweigeteilt. Er war seit 1910 durchweg von konservativen Kandidaten gewonnen worden, doch der nördliche Teil fiel an Goulds Wahlkampagne, ein Kunststück, das erst 1997 von einem Labour-Kandidaten wiederholt werden sollte. Im Parlament waren die beiden Hauptanliegen von Ayrton-Gould die Lebensmittelversorgung und die Kinderarmut. So gelang es ihr, einen Entschließungsantrag einzubringen, in dem eine Untersuchung der Regierung über die Vernachlässigung von Kindern gefordert wurde. Außerdem war sie Friedensrichterin in Marylebone.
Ayrton-Gould hielt den Sitz bis zu ihrer Niederlage bei den nächsten Parlamentswahlen 1950, als er vom konservativen Ian Orr-Ewing gewonnen wurde. Im September 1950 zog sie sich aus gesundheitlichen Gründen als Kandidatin für den Wahlkreis zurück. Einen Monat später starb Gould, acht Monate nach ihrem Ausscheiden aus dem Unterhaus.